# Javante McCoy
Javante McCoy (Milwaukee, Wisconsin; 24 de enero de 1998) es un baloncestista estadounidense que pertenece a la plantilla de los Motor City Cruise de la G League. Con 1,96 metros de estatura, juega en la posición de escolta.

## Trayectoria deportiva

### Universidad
Jugó cinco temporadas con los Boston de la Universidad de Boston, en las que promedió 13,1 puntos, 3,3 rebotes y 2,6 asistencias por partido. En sus tres últimas temporadas fue incluido en los mejores quintetos de la Patriot League, en el tercero en 2020, en el segundo en 2021, y finalmente en el primero en 2022.

#### Estadísticas
| Año     | Equipo            | PJ  | PT  | MPP  | %TC  | %3P  | %TL  | RPP | APP | ROB | TPP | PPP  |
| ------- | ----------------- | --- | --- | ---- | ---- | ---- | ---- | --- | --- | --- | --- | ---- |
| 2017–18 | Boston University | 31  | 27  | 25.6 | .444 | .435 | .648 | 2.6 | 1.7 | .9  | .2  | 8.9  |
| 2018–19 | Boston University | 32  | 30  | 29.6 | .429 | .386 | .806 | 3.1 | 2.3 | 1.0 | .2  | 12.1 |
| 2019–20 | Boston University | 33  | 31  | 30.6 | .413 | .279 | .735 | 2.7 | 3.4 | .7  | .2  | 12.2 |
| 2020–21 | Boston University | 16  | 15  | 31.2 | .485 | .313 | .785 | 4.6 | 2.2 | .8  | .3  | 16.1 |
| 2021–22 | Boston University | 35  | 35  | 34.0 | .495 | .425 | .708 | 3.9 | 2.9 | 1.1 | .2  | 17.4 |
| Total   | Total             | 147 | 138 | 30.2 | .454 | .377 | .738 | 3.3 | 2.6 | .9  | .2  | 13.1 |

### Profesional
Tras no ser elegido en el Draft de la NBA de 2022, jugó para Los Angeles Lakers en la NBA Summer League de esa temporada. El 24 de julio de 2022 firmó con la franquicia. Fue despedido el 8 de octbre, sin comenzar la competición. El 3 de noviembre fue incluido en la plantilla de arranque de temporada de los South Bay Lakers, su filial de la G League.
El 1 de septiembre de 2023, los derechos de McCoy fueron traspasados a los Austin Spurs, y el 18 de septiembre firmó con los San Antonio Spurs. Sin embargo, San Antonio lo despidió dos días después, y el 31 de octubre se incorporó a Austin.
El 18 de septiembre de 2024 firmó con los Detroit Pistons, pero fue despedido el 17 de octubre. El 29 de octubre, se unió a su filial, los Motor City Cruise.